# Concertos pour flûte de Mozart
C'est lors de son deuxième et dernier séjour à Paris, en 1778, que Wolfgang Amadeus Mozart composa l'essentiel de sa musique pour flûte. Ce fut l'une des pires périodes de la vie du compositeur, où sa mère mourut, et où il vécut dans une grande précarité. Les trois concertos ont été composés pour deux riches flûtistes amateurs, qui l'un après l'autre, décevront Mozart.

## Concerto pour flûte, harpe et orchestre K.299

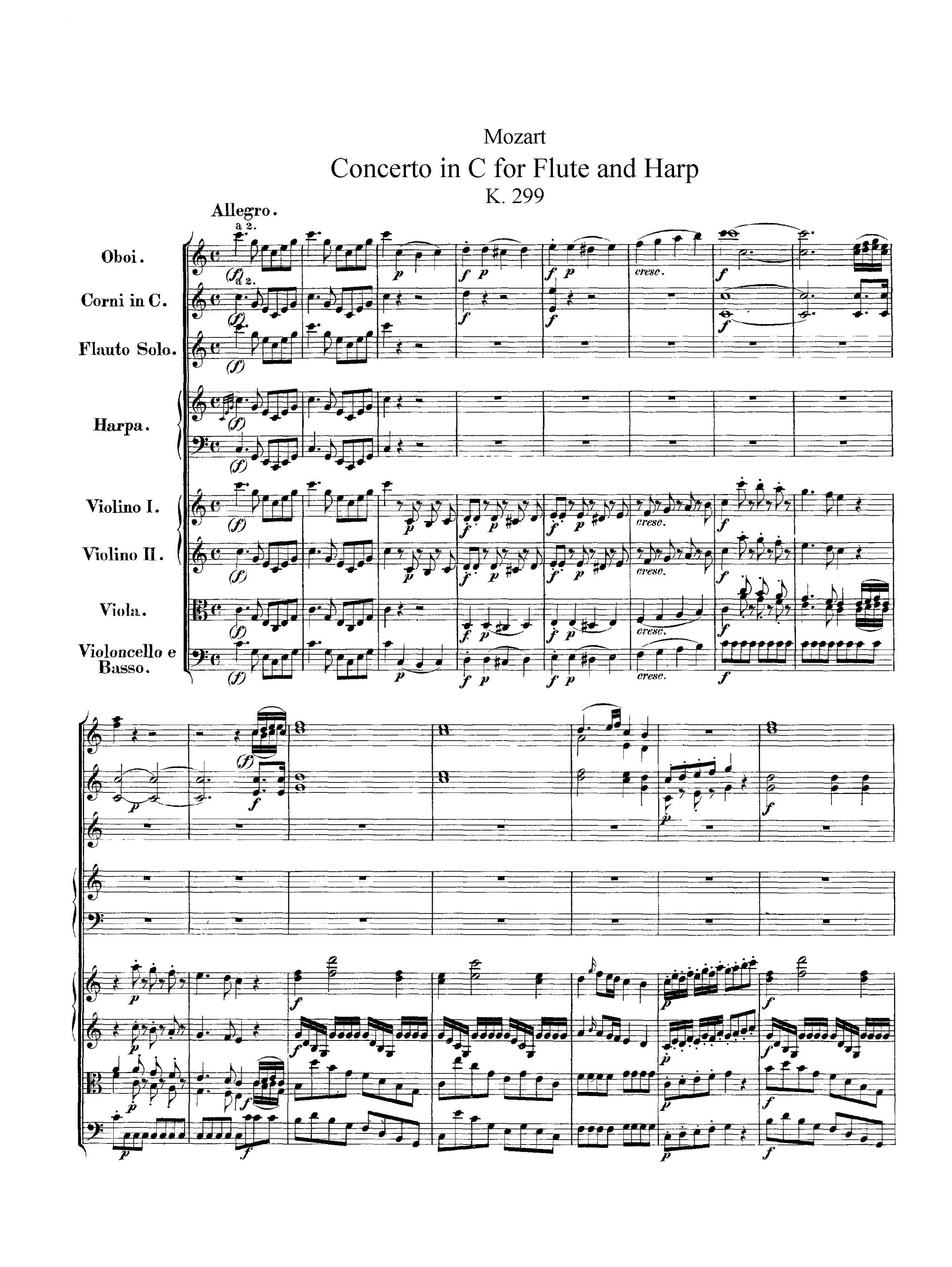
Premier mouvement

Le concerto pour flûte et harpe K.299 date de mai 1778 et répond à la commande du duc de Guisnes.
Celui-ci demanda à Mozart de lui composer un concerto qu'il pourrait jouer avec sa fille, harpiste. Après audition, Mozart est enthousiaste : il écrit à son père que le père joue très bien de la flûte, et que sa fille se débrouille très bien à la harpe, et commence la composition avec entrain. Enfin, le duc de Guisnes demande à Mozart des leçons de composition à sa fille.
L'entrain premier du compositeur laissera vite place à la déception, le duc de Guisnes ayant à peine payé à Mozart la moitié des leçons, et pas un sou pour le concerto. Qui plus est, au fil des leçons, Mozart se rendra compte que la jeune fille était, comme il l'écrivit à son père, « Non seulement complètement sotte, mais aussi tout à fait paresseuse ».
Malgré tout, le concerto ne témoigne que de l'entrain premier de Mozart, et est d'une grande beauté. Son deuxième mouvement, l'Andantino est devenu très célèbre.
Ce concerto dure approximativement 30 minutes et comprend trois mouvements :
- Allegro
- Andantino
- Rondo : Allegro

## Concertos pour flûte et orchestre K.313 et 314
En 1777, Willem van Britten de Jong, plus connu sous le nom de De Jean, riche commerçant et amateur de flûte néerlandais, commanda à Mozart trois concertos pour cet instrument ainsi que des quatuors pour flûte et cordes. Seuls deux concertos seront achevés. De Jean exigea de Mozart que les œuvres ne soient ni trop longues, ni trop difficiles.

### Concerto n°1 en sol majeur K. 313
Le compositeur, âgé de 22 ans, acheva le premier (K. 313) en janvier 1778 à Mannheim. Quoi qu'on en dise, ce concerto est authentique du début à la fin, et a été écrit "con amore". Il existe un mouvement isolé, un Andante pour flûte et orchestre en Ut Majeur K.315, qui pourrait être une deuxième version du mouvement lent du premier concerto, excédait peut être les possibilités de De Jean. On peut également supposer qu'il s'agit du mouvement lent du troisième concerto.
Ce concerto dure approximativement 25 minutes et comprend trois mouvements :
- Allegro maestoso à 4/4 en sol majeur
- Adagio ma non troppo à 4/4 en ré majeur
- Rondo: Tempo di minuetto à 3/4 en sol majeur

### Concerto n°2 en ré majeur K. 314
Le concerto suivant (K. 314) n'est autre qu'une adaptation du concerto pour hautbois et orchestre K.314, composé précédemment pour le hautboïste Giuseppe Ferlendis. Il faut remarquer que le deuxième concerto pour flûte porte le même numéro au catalogue Köchel que le concerto pour hautbois, ce qui semble tout à fait normal, puisque le concerto pour flûte n'est qu'une transposition en ré majeur  pour la flûte du concerto pour hautbois en do majeur. 
Ce concerto comprend trois mouvements et dure approximativement 20 minutes. Le thème du troisième mouvement a été repris dans l'air de Blonde "Welche Wohne, welche Lust" dans l'opéra l'Enlèvement au sérail, du même compositeur.
Ce concerto dure approximativement 20 minutes et comprend trois mouvements :
- Allegro aperto à 4/4 en ré majeur
- Adagio ma non troppo à 3/4 en sol majeur
- Rondeau : Allegro à 2/4 en ré majeur

### Andante pour flûte et orchestre
L' Andante pour flûte et orchestre (K. 315/285e) pourrait être un mouvement d'un concerto inachevé ou une variante d'un mouvement lent.